# Plautilla Nelli

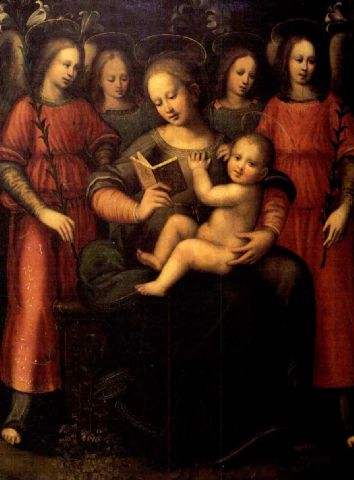
Madonna con Bambino e quattro angeli

Plautilla Nelli al secolo Polissena de' Nelli (Firenze, 1524 – Firenze, 1588) è stata una religiosa e pittrice italiana.

## Biografia
Pulisena Margherita nata nella famiglia fiorentina dei Nelli nell'anno 1524 fu battezzata il 29 gennaio 1525. Dopo la morte della madre e il secondo matrimonio del padre, Piero di Luca Nelli, mercante,  entrò adolescente nel convento domenicano di Santa Caterina da Siena a Firenze dove prese i voti quattordicenne nel 1538 con il nome di suor Plautilla.
Con questo nome fu molto conosciuta nell'ambiente pittorico dell'epoca. Vasari ci informa che Plautilla avrebbe imparato a dipingere autonomamente, attraverso l'imitazione di altre opere: sappiamo che possedeva dei disegni di Fra Bartolomeo e, probabilmente, anche stampe di opere che circolavano all'epoca. Non ebbe la possibilità di seguire i progressi della pittura perché viveva in convento, le rimase oscuro il passaggio dal rinascimento al manierismo, anche se ebbe la possibilità di conoscere le opere dei maestri che avevano lavorato per i domenicani. La cerchia chiamata "Scuola di San Marco" era frequentata da artisti come Mariotto Albertinelli, Lorenzo di Credi e Giovanni Antonio Sogliani, oltre lo stesso Fra Bartolomeo.

## Produzione artistica
Viene considerata la prima pittrice fiorentina di cui si conservano opere. Di lei parla Vasari in termini abbastanza lusinghieri, notando nei suoi quadri la non conoscenza del corpo umano maschile e come i suoi santi appaiano molto femminei, così come i volti degli Apostoli dell'Ultima Cena, dipinta per il suo convento.  Di questa sua difficoltà di riprodurre corpi maschili dice Vincenzo Fortunato Marchese:
(Vincenzo Fortunato Marchese, Memorie dei più insigni pittori, scultori e architetti domenicani, Firenze, 1845)
La maggior parte delle sue tele sono state dipinte per il convento di Santa Caterina, ma oggi risultano distrutte, o situate in altro loco. Fortunatamente alcune chiese domenicane hanno conservato alcune sue opere come le lunette con San Domenico e Santa Caterina per il Cenacolo di San Salvi, attribuitele soltanto di recente.

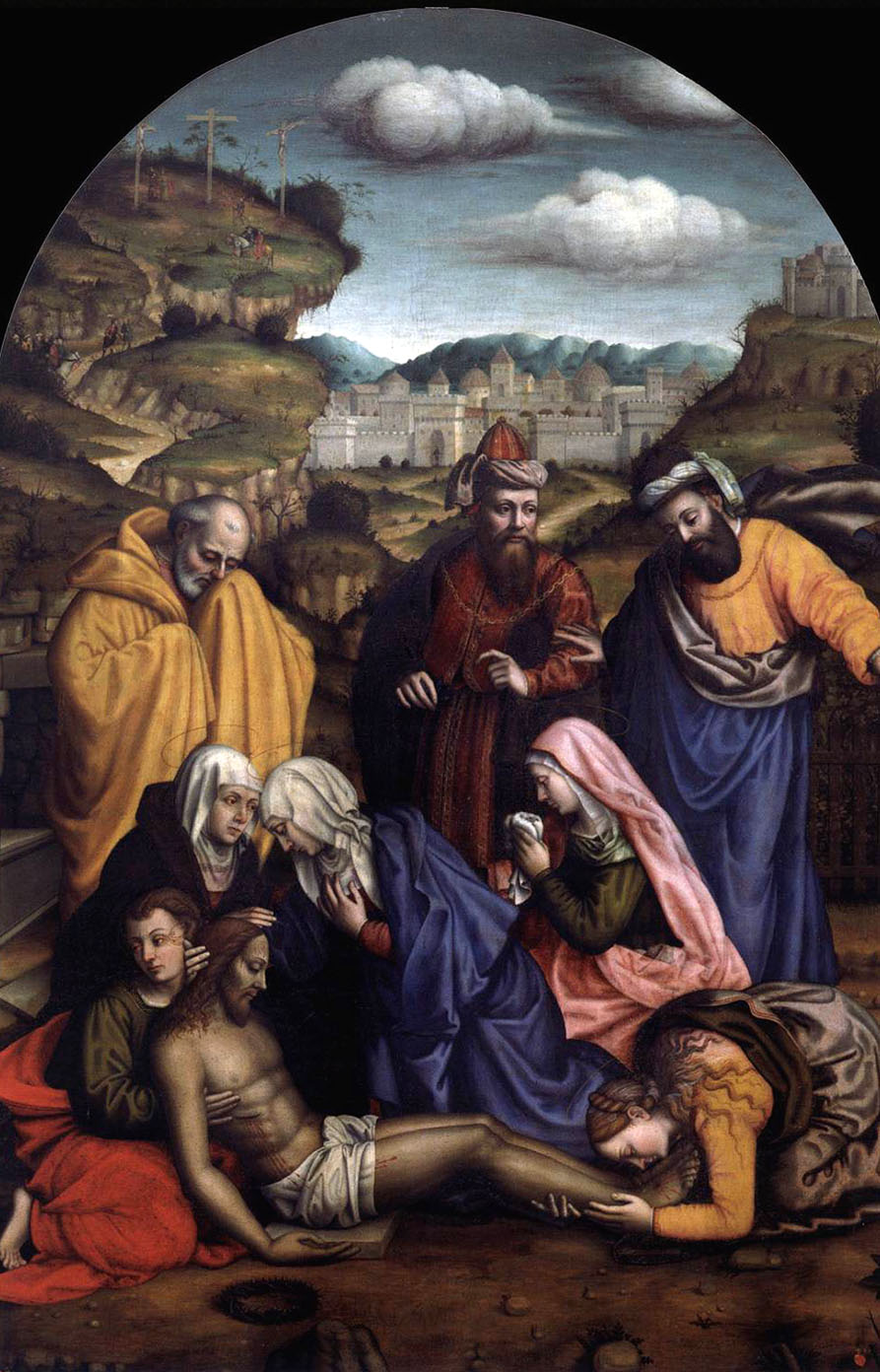
Plautilla Nelli- Compianto sul Cristo morto

Possiamo attribuirle con certezza solo tre opere:
- Compianto sul Cristo morto, proveniente dalla chiesa del convento di Santa Caterina, oggi al Museo nazionale di San Marco a Firenze
- Pentecoste, ancora nel luogo in cui era stata originariamente destinata: la chiesa di San Domenico a Perugia.
- Ultima Cena, proveniente dal refettorio del monastero di Santa Caterina, oggi nel refettorio del monastero di Santa Maria Novella a Firenze. Tela di 7 metri per 2 con personaggi dipinti a grandezza naturale, è considerata l'opera più grande dipinta da una donna fino all'epoca moderna, nonché l'unica Ultima Cena di mano femminile.

A lei viene riferita l'immagine più nota di santa Caterina de' Ricci, con un'iconografia a mezzo busto che venne poi ricalcata anche per altre sante monache toscane, come santa Maria Maddalena de' Pazzi, o la stessa santa Caterina da Siena. 
Una caratteristica ricorrente nei suoi ritratti di santa Caterina è la presenza di una lacrima, segno della capacità femminile di entrare in empatia con la passione del Cristo.
Morì nel suo convento nel 1588.

## Galleria d'immagini

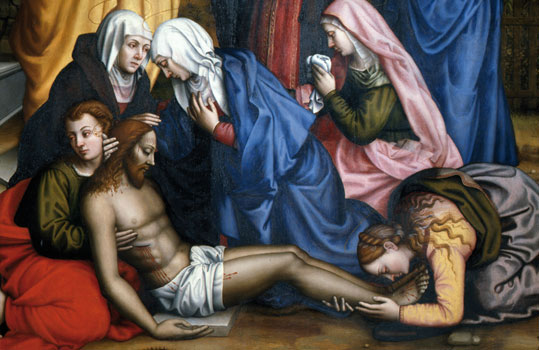
Compianto sul Cristo morto (part.)
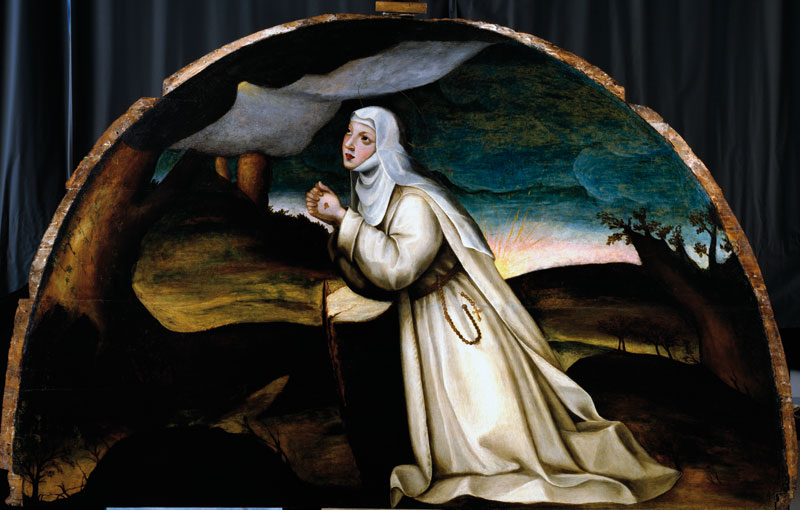
Santa Caterina che riceve la visione di Cristo
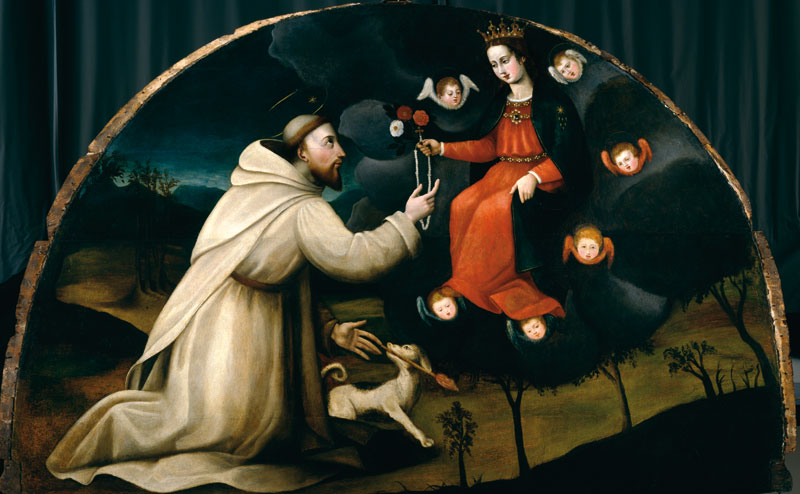
Consegna del Rosario a San Domenico
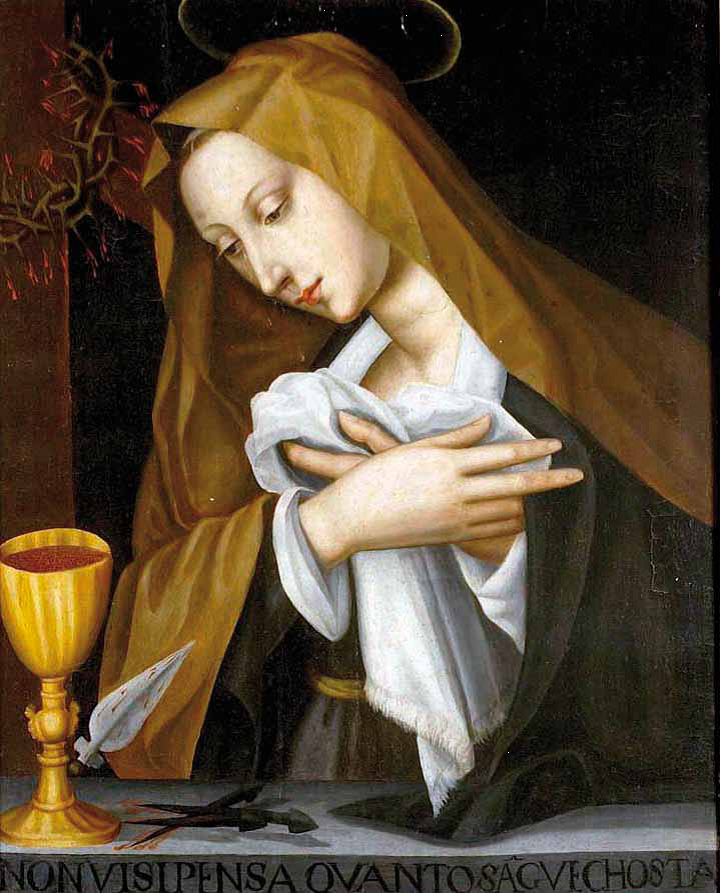
Madonna Addolorata di Plautilla Nelli (attr.), 1582 circa.
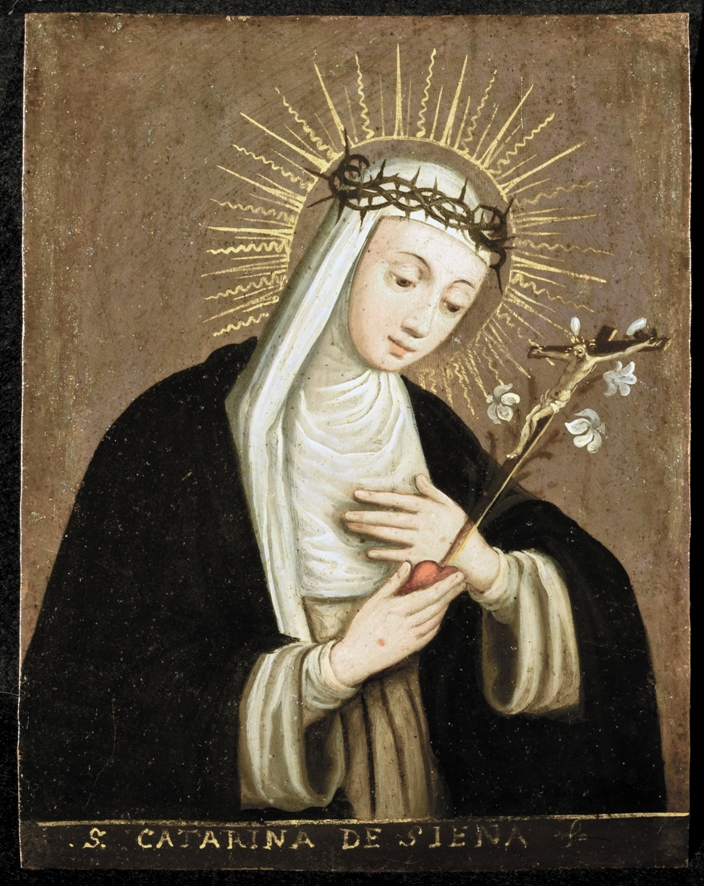
Santa Caterina da Siena
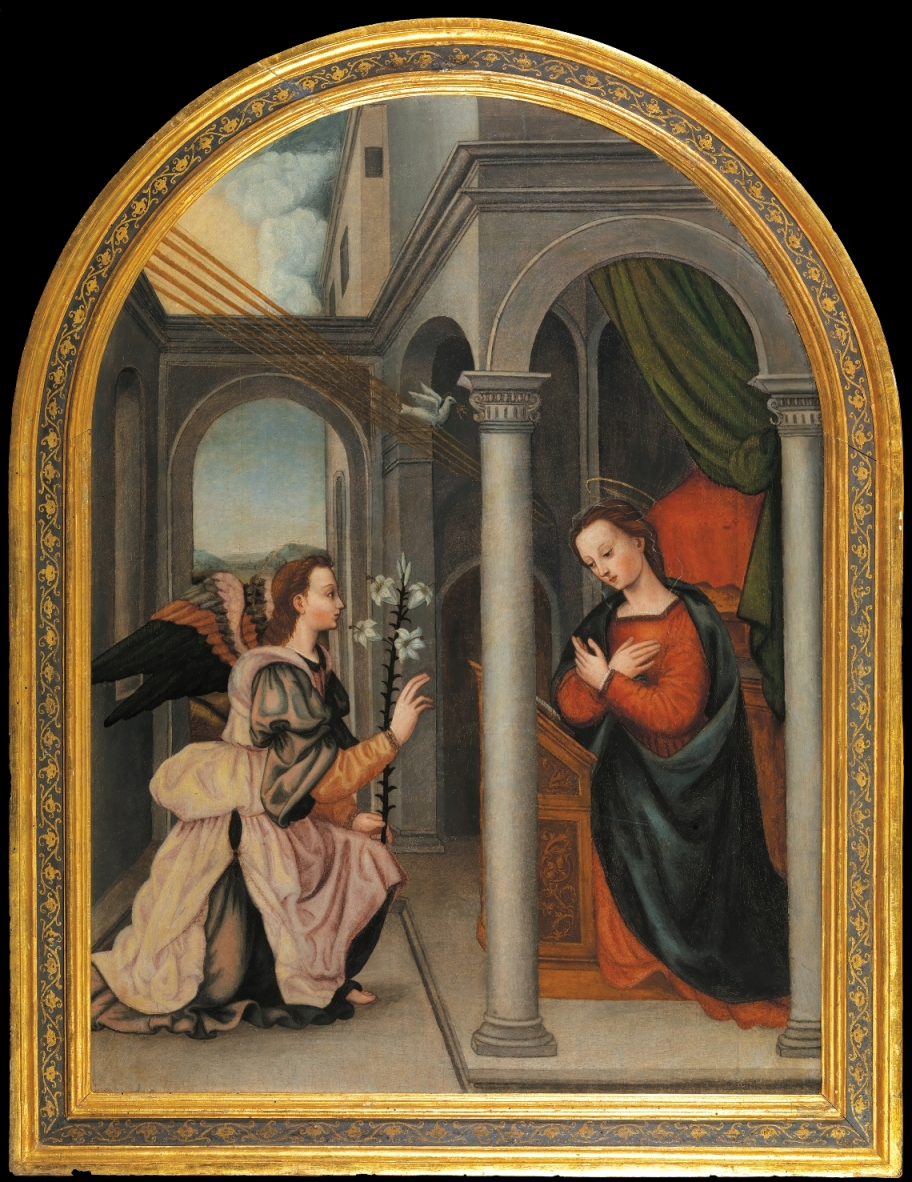
Annunciazione
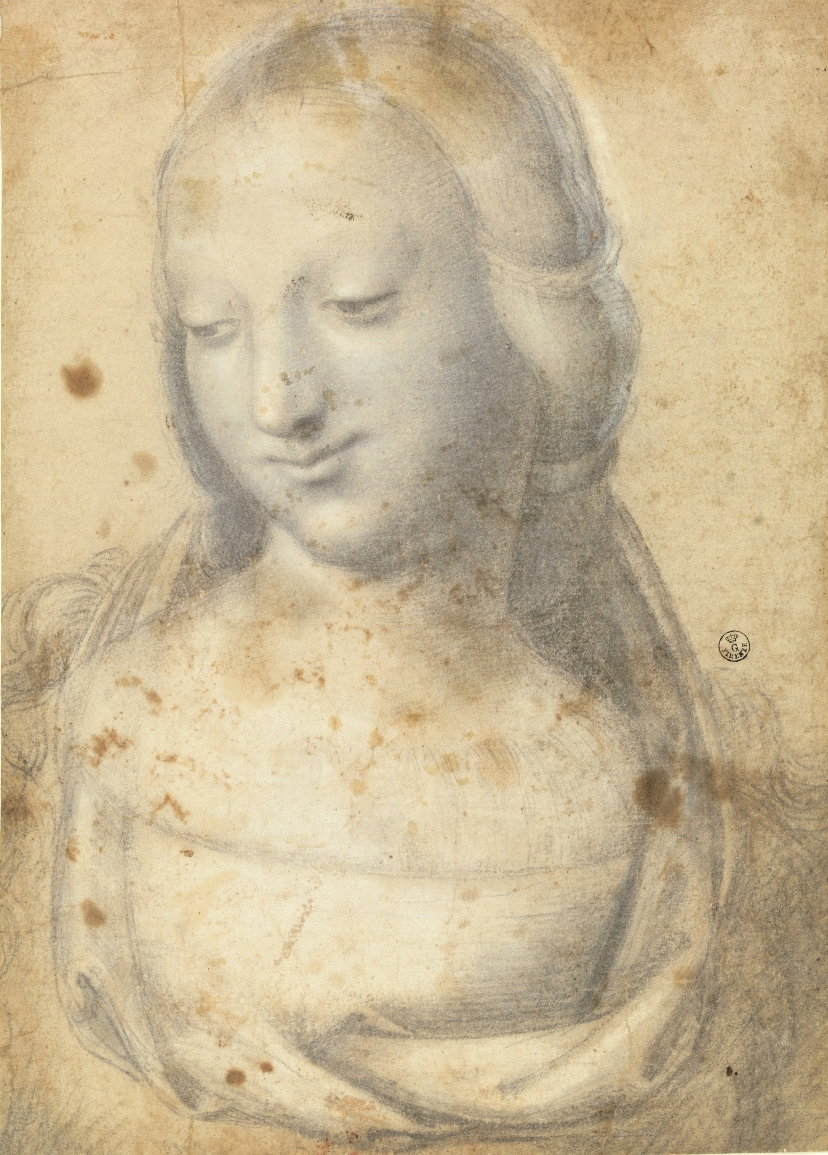
Busto di giovane donna
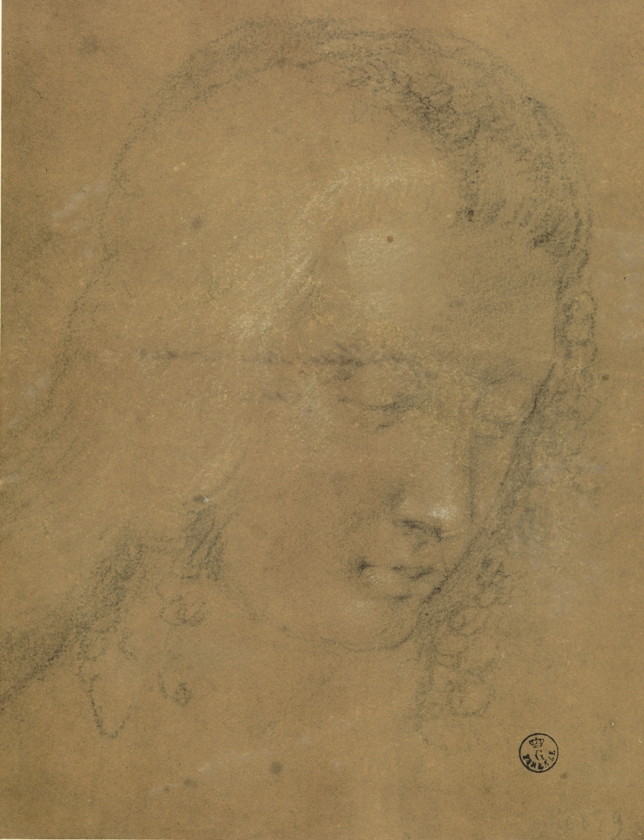
Testa di giovane
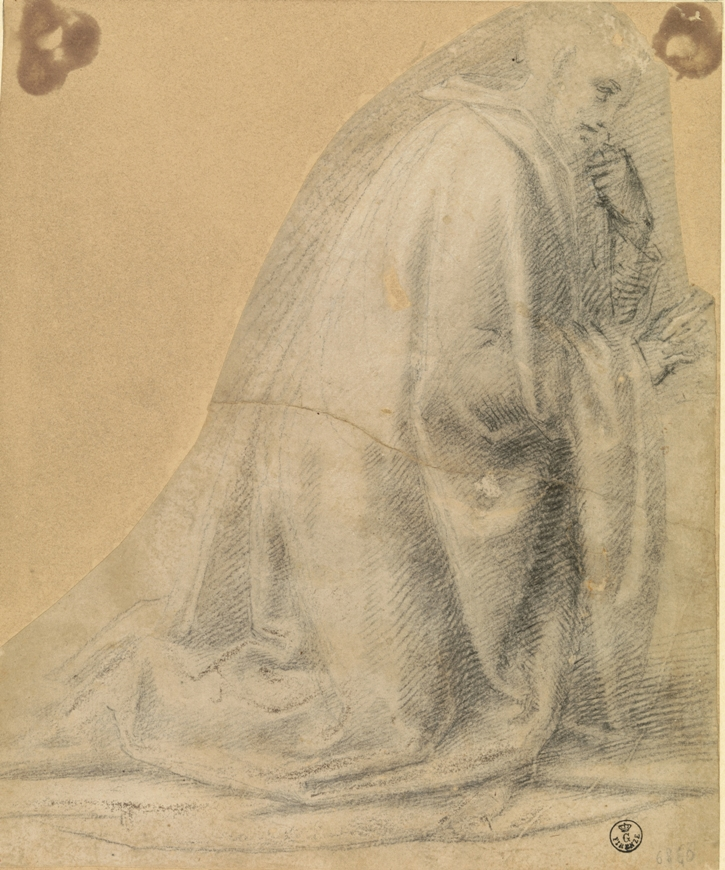
Figura maschile inginocchiata

## Mostre
- "Plautilla Nelli. Arte e devozione in convento sulle orme di Savonarola", a cura della Dott.ssa Fausta Navarro, Uffizi, Firenze, 9 marzo-4 giugno 2017[2].